# Roberto Richeze Araquistain
Roberto Antonio Richeze Araquistain (Buenos Aires, 25 d'octubre de 1981) és un ciclista argentí, professional del 2007 al 2011, sempre en equips hongaresos. Els seus germans Mauro i Maximiliano també s'han dedicat professionalment al ciclisme.

## Palmarès en ruta
- 2010
  - 1r al Trofeu del Príncep
- 2012
  - Vencedor d'una etapa a la Volta a Mendoza
- 2014
  - 1r a la Volta a Mendoza i vencedor d'una etapa